# Marija Sergeeva
Marija Jur'evna Sergeeva (in russo Мария Юрьевна Сергеева?; San Pietroburgo, 7 febbraio 2001) è una ginnasta russa, campionessa europea al cerchio agli Europei Junior 2016.
A livello nazionale è stata la terza ginnasta junior russa, vincendo la medaglia di bronzo ai Campionati Junior russi del 2016.

## Vita privata
Maria ha una sorella gemella, Anastasia, anche lei ginnasta di ginnastica ritmica, non da confondere con Anastasiia Sergeeva, classe 2003.

## Carriera

### Junior
Marija e la sorella gemella vengono spinte dalla madre a iniziare ginnastica ritmica a San Pietroburgo; la sua prima allenatrice fu Irina Pomysova, mentre in suguito diventerà Amina Zaripova (allenatrice di Margarita Mamun), con la quale andrà ad allenarsi al centro sportivo di Mosca Novogorsk.
Nel 2014 partecipa ai Nazionali russi arrivando terza.
Nel 2015 debutta al Grand Prix juniores di Mosca. Arriva seconda alla Coppa del Mondo juniores di Budapest e vince l'oro nella gara a team (con Alina Ermolova, Dar'ja Pridannikova e Anna Sokolova) alla Coppa del Mondo juniores di Kazan'. Finisce ottava ai Nazionali Junior russi.
Nel 2016 vince il bronzo ai Nazionali junior russi. Gareggia arrivando seconda al Grand Prix juniores di Brno; e alla Coppa del Mondo juniores di Guadalajara dove vince l'oro nella gara a team, l'oro a fune e clavette e l'argento al cerchio. Viene selezionata per partecipare agli Europei Junior 2016 dove vince la gara a team (con Polina Šmatko e Alina Ermolova) e la finale al cerchio (davanti a un pari merito di Nicol Zelikman e Alina Harnas'ko). In settembre, assieme a Margarita Mamun e Aleksandra Soldatova partecipa all'Aeon Cup giapponese dove vince la gara a team e il titolo individuale.

### Senior
Nel 2017, debutta al Grand Prix di Mosca, arrivando quarta. Al Torneo MTM di Lubiana arriva quarta nell'all-around; e si qualifica nella finale al cerchio (dove arriva quarta) e in quella al nastro (dove vince l'argento). A Maggio gaeggia alla Coppa del Mondo di Sofia, dove arriva dodicesima, mentre al cerchio settima.
Nel 2018 partecipa al Grand Prix di Mosca, dove arriva quarta dietro ad Anastasija Salos. Ai Nazionali Russi arriva quarta dietro a Dina Averina (oro), Aleksandra Soldatova (argento) e Ekaterina Seleznëva (bronzo). Al Grand Prix di Kiev arriva terza nell'all-around, prima a cerchio e clavette, terza alla palla e quarta al nastro. Al Torneo Internazionale Irina Cup di Varsavia vince l'all-around. Alla Coppa del Mondo di Baku vince l'all-around davanti a Vlada Nikol'čenko, arriva prima al cerchio e al nastro, seconda alla palla e terza alle clavette. Alla World Cup di Portimão arriva prima nell'all-around, al cerchio, alle clavette, al nastro e terza alla palla. Partecipa al Grand Prix di Brno, arrivando terza nell'all-around dietro a Ekaterina Seleznëva e Anastasija Salos, seconda al cerchio e alla palla, prima al nastro e ottava alle clavette.
Nel 2019 si classifica undicesima ai Nazionali Russi.

## Musiche
| Anno | Attrezzo | Titolo brano |
| ---- | -------- | --- |
| 2018 | Cerchio  | Romeo e Giulietta, TH 42, ČW 39 di Pëtr Il'ič Čajkovskij                                                            |
| 2018 | Palla    | The Last Time musica da Damage di Zbigniew Preisner                                                                 |
| 2018 | Clavette | Asturias di David Garrett                                                                                           |
| 2018 | Nastro   | María de Buenos Aires (Yo soy Maria) musica di Ástor Piazzolla, testo di Horacio Ferrer eseguita da Sandra Rumolino |
| 2017 | Cerchio  | Romeo e Giulietta, TH 42, ČW 39 di Pëtr Il'ič Čajkovskij                                                            |
| 2017 | Palla    | The Last Time musica da Damage di Zbigniew Preisner                                                                 |
| 2017 | Clavette | A New Life musica da The Truman Show di Burkhard Dallwitz                                                           |
| 2017 | Nastro   | María de Buenos Aires (Yo soy Maria) musica di Ástor Piazzolla, testo di Horacio Ferrer eseguita da Sandra Rumolino |

## Palmarès

### Campionati europei juniores
| Anno | Città | Risultato | Specialità |
| ---- | ----- | --------- | ---------- |
| 2016 | Holon | Oro       | Cerchio    |
| 2016 | Holon | Oro       | Team       |

### Coppa del mondo
| Anno | Città    | Risultato | Specialità |
| ---- | -------- | --------- | ---------- |
| 2018 | Baku     | Oro       | All-Around |
| 2018 | Baku     | Oro       | Cerchio    |
| 2018 | Baku     | Argento   | Palla      |
| 2018 | Baku     | Bronzo    | Clavette   |
| 2018 | Baku     | Oro       | Nastro     |
| 2018 | Portimão | Oro       | All-Around |
| 2018 | Portimão | Oro       | Cerchio    |
| 2018 | Portimão | Bronzo    | Palla      |
| 2018 | Portimão | Oro       | Clavette   |
| 2018 | Portimão | Oro       | Nastro     |